# Hosenabschluss
Hosenabschluss ist ein militärischer Begriff für das Tragen des unteren Endes der Uniformhose im Stiefel oder am oberen Rand des Stiefelschaftes.

## Zweck
Hauptzweck des Hosenabschlusses ist es, die Uniformhose vor Schmutz und Nässe zu schützen. Die Gefahr des Verhängens der Hose beim Absitzen beziehungsweise Abspringen von einem Gefechtsfahrzeug wird vermindert. Auch die Schuhpflege des Soldaten ist leichter zu kontrollieren, wenn ein großer Teil des Stiefels sichtbar ist.
Vor allem aber ist der Hosenabschluss ein typisches Erkennungszeichen des Soldaten, wie beispielsweise das Barett und die Erkennungsmarke.

## Herstellen des Hosenabschlusses
- Das Hineinstecken der Hose in den Stiefelschaft ist eine traditionelle Methode, wenn keine anderen Hilfsmittel vorhanden sind. Bei längeren Wegstrecken erweist sie sich jedoch oft als unangenehm.

- Das Fixieren am Stiefelschaft mittels eines Zugbandes aus Gummi, das am unteren Hosenrand eingenäht ist, ist eine gute Methode, solange das Gummiband die richtige Spannung aufweist. Bei oftmaligem Spannen leiert das Band aus und der Hosenabschluss löst sich, wodurch ein schlampiger und schlecht adjustierter Eindruck entsteht.

- Bei der Verwendung eines Hosengummis, ein kurzes Stück Gummiband, mit Metallhaken an beiden Enden, wird das Band im oberen Bereich des Stiefelschaftes zusammengehängt. Der Hosenrand wird zwischen Band und Stiefel eingeklemmt und umgeschlagen, sodass das Band nicht mehr sichtbar ist. Dies ist die bequemste und sicherste Methode.

## Anwendungsbereiche
Bei Märschen und heißem Wetter wird der Hosenabschluss oft auf Befehl des Kommandanten gelöst, um eine bessere Luftzirkulation und Kühlung zu ermöglichen. Auch bei Verwendung der Nässeschutzhose wird im Österreichischen Bundesheer darauf verzichtet.